# Brnjići
Brnjići es un pueblo de la municipalidad de Dobretići, en el cantón de Bosnia Central, Bosnia y Herzegovina.

## Superficie
Posee una superficie de 1,15 kilómetros cuadrados.

## Demografía
Hasta 2013 la población era de 43 habitantes, con una densidad de población de 37,5 habitantes por kilómetro cuadrado.